# Trichomyia saurotis
Trichomyia saurotis är en tvåvingeart som beskrevs av Quate 1996. Trichomyia saurotis ingår i släktet Trichomyia och familjen fjärilsmyggor.
Artens utbredningsområde är Costa Rica. Inga underarter finns listade i Catalogue of Life.